# Cyanogaster noctivaga
Genre
Espèce
Cyanogaster noctivaga est une espèce de poissons osseux de la famille des Characidae.

## Référence taxonomique
Genre
- (en) WoRMS : Cyanogaster Mattox, Britz, Toledo-Piza & Marinho, 2013 (+ liste espèces)